# THE ROVER・IT'S A WONDERFUL WORLD
『THE ROVER・IT'S A WONDERFUL WORLD』（ザ・ローバー イッツ・ア・ワンダフル・ワールド）は、1994年7月にリリースされた、Original Love（当時は“ORIGINAL LOVE”表記）の12インチ・シングル。

## 解説
「The Rover」「It's a Wonderful World」ともアルバム『風の歌を聴け』収録曲。A面に「The Rover」のオリジナル・ヴァージョン、B面には田島貴男リミックスによる「It's a Wonderful World (remix)」と「The Rover (remix)」をそれぞれ収録。
「The Rover (remix)」と「It's a Wonderful World (remix)」は後に、レコード会社主導による編集盤『Wild Life –Cool Side of Original Love–』と『early complete』に収録されたが、どちらも“remix”から“Takao Tajima Remix”に変更された。また、同じくアーティスト非監修のボックス・セット『COLOR CHIPS ORIGINAL LOVE LEGEND 1991-1994』の“BLUE”にも、「It's a Wonderful World (田島貴男Remix)」が収録されている。さらに2007年10月24日に『standard of 90's』シリーズの一つとして『風の歌を聴け』が24bit デジタル・リマスタリング、紙ジャケット仕様の田島貴男監修・公認盤での再発時に、ボーナス・トラックとしても収録された。
本盤は1994年7月、『風の歌を聴け』リリースに合わせて行われた全国ツアーの会場、および一部の大手CDストアにて限定販売された。

## パッケージ、アートワーク
レコードはレッド・ヴァイナル仕様。ジャケット表面には『風の歌を聴け』の初回限定仕様のパッケージにデザインされた鳥のイラストがレイアウトされており、裏面には左下に“ORIGINAL LOVE”と曲名、レコードの回転数を示す“33 ⅓RPM”が記載されている。レコードのレーベルA面に両面の曲目が記載され、B面には記載がない。

## 収録曲

### This Side
1. The Rover

### Another Side
1. It's a Wonderful World (remix)
2. The Rover (remix)

## レコーディング・メンバー
| ORIGINAL LOVE                           |
| 田島貴男 : ヴォーカル、コーラス、ギター |
| 木原龍太郎 : キーボード                 |
| 小松秀行 : ベース                       |

### The Rover
| DRUMS : 佐野康夫    |
| PERC : 三沢またろう |
| HARM : 松田幸一     |

| HORNS | : | - 数原晋 - 平原まこと - 村田陽一 |

| CHORUS : 坪倉唯子 |

### It's a Wonderful World
| DRUMS : 佐野康夫    |
| PERC : 三沢またろう |

| HORNS | : | - 数原晋 - 村田陽一 - 松本健一 |

| STRINGS : 加藤JOEグループ |
| CHORUS : 坪倉唯子         |

## リリース日一覧
| 地域 | リリース日 | レーベル        | 規格               | カタログ番号 | 備考                                      |
| ---- | ---------- | --------------- | ------------------ | ------------ | ----------------------------------------- |
| 日本 | 1994年7月  | WONDERFUL WORLD | 12インチ・シングル | (番号なし)   | 3曲収録、レッド・ヴァイナル仕様。33 ⅓回転 |